# Eldris
Eldris är en fäbod en mil väster om Mora, tillhörande byn Långlet. Eldris har blivit känt som en av vasaloppskontrollerna.
Eldris användes som fäbod under en stor del av året. Bönderna flyttade från Långlet till Eldris vid månadsskiftet maj-juni för att ta boskapen till sommarbete. De stannade till dan efter midsommar då de färdades vidare till en annan fäbod kallad Norra Garberg, för att där tillbringa resten av sommaren. När hösten kom flyttade de tillbaks till Eldris för att stanna till jul – vid skörden reste de dock ner till Långlet men då endast över dagen.
Fäboden ligger vid Hemulån som förr användes för flottning av timmer. Kvarnar och dammar har funnits vid Hemulån sedan 1600-talet, men många försvann när man anpassade ån för flottning. Vid sekelskiftet, i samband med att Eldris fick en järnvägsstation, byggdes ett bärtorkeri, där man torkade bär och frukt som plockats i trakten. Man köpte också in bär som kom med tåget för torkning och slutligen för vidare transport med tåget. I trakten har också funnits en klockverkstad där urverk tillverkades, men den brann ner i början av 1900-talet.
Mest känt är Eldris som den sista vasaloppskontrollen, nio kilometer före målet i Mora. Kontrollen har inte alltid legat mitt i Eldris som den nu gör, för spåret har dragits om många gånger under årens lopp. Innan den var på sin nuvarande plats låg den norr om Eldris och gick aldrig genom fäbodsområdet. Dessförinnan låg kontrollen vid gamla Eldris järnvägsstation. I början av Vasaloppets historia gick spåret genom Långlet och kontrollen var också placerad där.
Eldris är även namnet på en liten nackkniv som företaget Morakniv lanserade 2016.